# "Silac" el Hombre León
"Silac" el Hombre León fue un cuaderno de aventuras creado por Enrique Pertegás y publicado por Editorial Valenciana en 1948, con 8 números. Fue reeditada en 1983 por "Héroes de ayer y hoy".

## Argumento
Primera entrega
El novelista Raul Solís y su esposa regresan a España desde América a bordo de la nave Cruz del Sur cuando una tormenta y un incendio obligan a toda la tripulación a abandonar el barco. En una playa africana, Solís, su esposa, el capitán y el piloto son capturados por los nativos. Antes de que sean sacrificados a una diosa local, son rescatados por un león de melena rojiza y su amigo, un blanco de gran porte.
Los cuatro se unen entonces al safari de Adams, un director de circo, que les cuenta la leyenda de Silac, que vive entre leones, y promete llevarles hasta el próximo lugar civilizado. Una estampida de búfalos les obliga sin embargo a encaramarse a un árbol, que enseguida sufre las embestidas de una elefante hembra que ha perdido a su cría. Otra vez Silac, acompañado del anciano que le había criado, acude a rescatarlos.
Cuando otra tribu captura a los miembros del safari a pesar de los trucos circenses de Adams, Silac vuelve a aparecer para espantar a los captores con la ayuda de los leones, y esta vez se presenta. Rechaza la idea de reintegrarse en la civilización, pues prefiere quedarse en su mundo para ayudar a quienes estén en dificultades en la selva.

## Valoración
Para el teórico Pedro Porcel, "Silac" el Hombre León destaca entre las demás series españolas de su época por su gran calidad gráfica. Enrique Pertegás, con una gran influencia del Tarzán de Harold Foster, muestra mucho mayor dominio del medio que en su serial anterior: Ultus Rey de la Selva (1943).